# Sztok
Sztok – wieś w Polsce położona w województwie mazowieckim, w powiecie żuromińskim, w gminie Lubowidz. Ma status sołectwa.
Wierni Kościoła rzymskokatolickiego należą do parafii św. Andrzeja Apostoła w Lubowidzu.
W latach 1975–1998 miejscowość administracyjnie należała do województwa ciechanowskiego.
Ta wioseczka leży nad urwiskiem rzeki Wkra na trasie Lubowidz – Toruniak około 3 km od Lubowidza. Dlatego przed pierwszą wojną światową nazywała się Stok. Po wielu latach nazwa wioski została zmieniona i w dokumentach istnieje Sztok. Należy do parafii i gminy Lubowidz w powiecie żuromińskim. 

## Historia
Pierwszymi mieszkańcami tej małej posiadłości była rodzina Skorupskich; imiona tej rodziny są nieznane. Rodzina ta posiadała gospodarstwo o powierzchni 45 morgów ziemi. Skorupski był leśnikiem nad lasami, które należały do majątku Lubowidz. Skorupski miał trzy żony, a po każdej zmarłej żonie zostały dzieci. Gdy dzieci dorastały, każdy zakładał rodzinę. Brali część majątku, który należał się po matce. Nowe rodziny na swej działce budowały budynki i w ten sposób powstał Sztok. Młodymi gospodarzami byli: Stanisław Skorupski z rodziną, Jan Skorupski z rodziną, Franciszka Skorupka. Franciszka Skorupka wyszła za mąż za Antoniego Szczęsnego. Po ślubie osiedlili się w Zielonej. Po kilku latach z rodziną przeprowadziła się do wioski Cieszki. Ich córka Ludwika (urodzona 18 czerwca 1863, zmarła w 1916) wstąpiła do klasztoru. Była współzałożycielką Zgromadzenia Służebnic Najświętszego Serca Jezusowego. 
Dalszymi mieszkańcami byli: Walerian Skorupski z rodziną, Joanna Marhlewicz z domu Skorupskich, która po ślubie osiedliła się z mężem we wsi Pątki. Inne dzieci osiedliły się w nieznanych miejscowościach, a swoje działki sprzedały braciom, którzy pozostali we wiosce Sztok. 
W 1920 roku dziedzic nazwiskiem Kancel, pochodzenia niemieckiego, był właścicielem majątku Lubowidz. Ziemie przylegającą do Sztoku rozparcelował na działki. Działki te kupowali chłopi z dalszych okolic i budowali budynki. Pierwszym osiedleńcem był Franciszek Krezyman z rodziną, drugim był Wincenty Jonik z rodziną. Resztę działek wykupili Żydzi z Żuromina. W późniejszym czasie osiedlili się Władysław Rybka i Franciszek Reszka z rodzinami, na działkach, które odkupili już od Żydów. Wybudowali na swoich działkach nowe budynki. Po II wojnie światowej obydwie wioseczki połączono i noszą wspólną nazwę Sztok. Po II wojnie światowej w Sztoku zamieszkiwały rodziny:
Kosińskich, Szostków, Stanków, Felczaków, Marcinkowskich, Woźnowskich, Reszków, Joników, Urbańskich, Niekochańskich, Jaskólskich, Zielińskich. Część z nich mieszka do dziś, reszta zmarła lub wyprowadziła się. 
Opracowano na podstawie "Krótka historia wsi Sztok Gm. Lubowidz" autor Honorata Woźnowska lipiec 2002 rok.
Przed rokiem 1880 wieś składała się z 2 budynków mieszkalnych, 40 mórg ziemi i liczyła 15 mieszkańców. Wieś należała do parafii Lubowidz, gminy Rozwozin, powiatu mławskiego.